# 伊格爾鎮區 (堪薩斯州塞奇威克縣)
伊格爾鎮區（英語：Eagle Township）為美國堪薩斯州塞奇威克縣轄下的鎮區。2010年美国人口普查中此鎮區人口有1,205人。

## 地理
伊格爾鎮區涵蓋總面積為93.6平方（36.13平方英里），其中陸地面積為92.1平方（35.57平方英里），水域面積為1.5平方（0.56平方英里）或1.55%。海拔高度423（1,388英尺）。

## 人口統計
根據2010年美國人口普查，伊格爾鎮區人口有1,205人，其中男性有619人，女性有586人，人口密度為每平方公里12.88人，住房計485戶。鎮區內的白人有1,094人，非裔美國人有13人，美洲原住民有21人，亞裔美國人有4人，太平洋島裔美國人有0人，其他種族有55人，混血種族則有18人。此外鎮區內有113人為西班牙裔或拉丁裔美國人。此鎮區之年齡中位數為37.7歲，而男性年齡中位數為36.4歲，女性年齡中位數為38.9歲。

## 交通

### 主要公路
- 96號堪薩斯州州道